# БГ Воз
BG: Voz (БГ: Поїзд, Сербською кирилицею: БГ: Воз) — міська залізнична система в місті Белград, Сербія. Системою керує корпорація громадських перевезень GSP Belgrade, залізниця є частиною інтегрованої системи «BusPlus» «БГ: Воз» користується тією ж колією та станціями, що й система приміських перевезень «Beovoz», якою керує компанія Сербські залізниці.
1 вересня 2010 року система «БГ: Воз» розпочала регулярний рух між станціями Новий Белград та Панчівський міст. З 15 квітня 2011 року лінію було подовжено на захід до Батайниці. Подальше продовження лінії через річку Дунай до Крнячі та Овчі було профінансоване міжнародним кредитом РЖД. Загальна тривалість подорожі від першої до останньої станції складає 50 хвилин. У «години пік» поїзди курсують з інтервалом 15 хвилин.

## Діючі лінії

Схема Возлінії БГ: Воз

Система «БГ: Воз» має лише одну лінію, на якій розташовані 9 станцій:
- Батајница (Батайниця)
- Земун поље
- Земун
- Тошин бунар
- Нови Београд (Новий Белград)
- Београд-центар (Белград-центр)
- Карађорђев парк (Караджорджев парк)
- Вуков споменик
- Панчевачки мост (Панчівський міст)
- Крњача (відкрита у грудні 2016 року)
- Себеш (відкрита у грудні 2016 року)
- Овча (відкритп у грудні 2016 року).

У 2015 році планувалося подовжити першу лінію до станції Крњача та Овча, а також відкрити другу лінію між центром Белграду та станцією Реснік.